# Batalion ON „Brzozów”

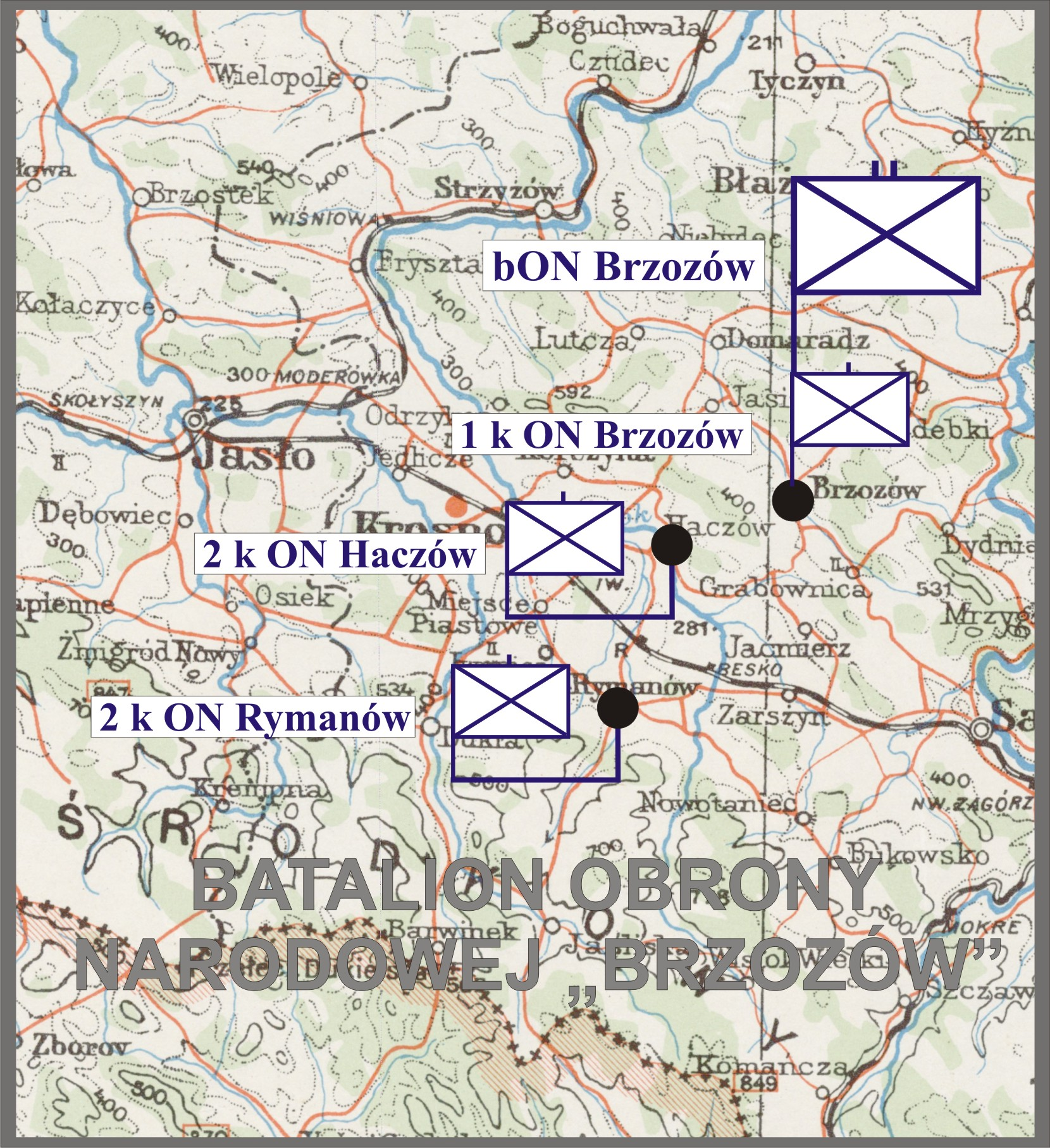
Batalion ON Brzozów

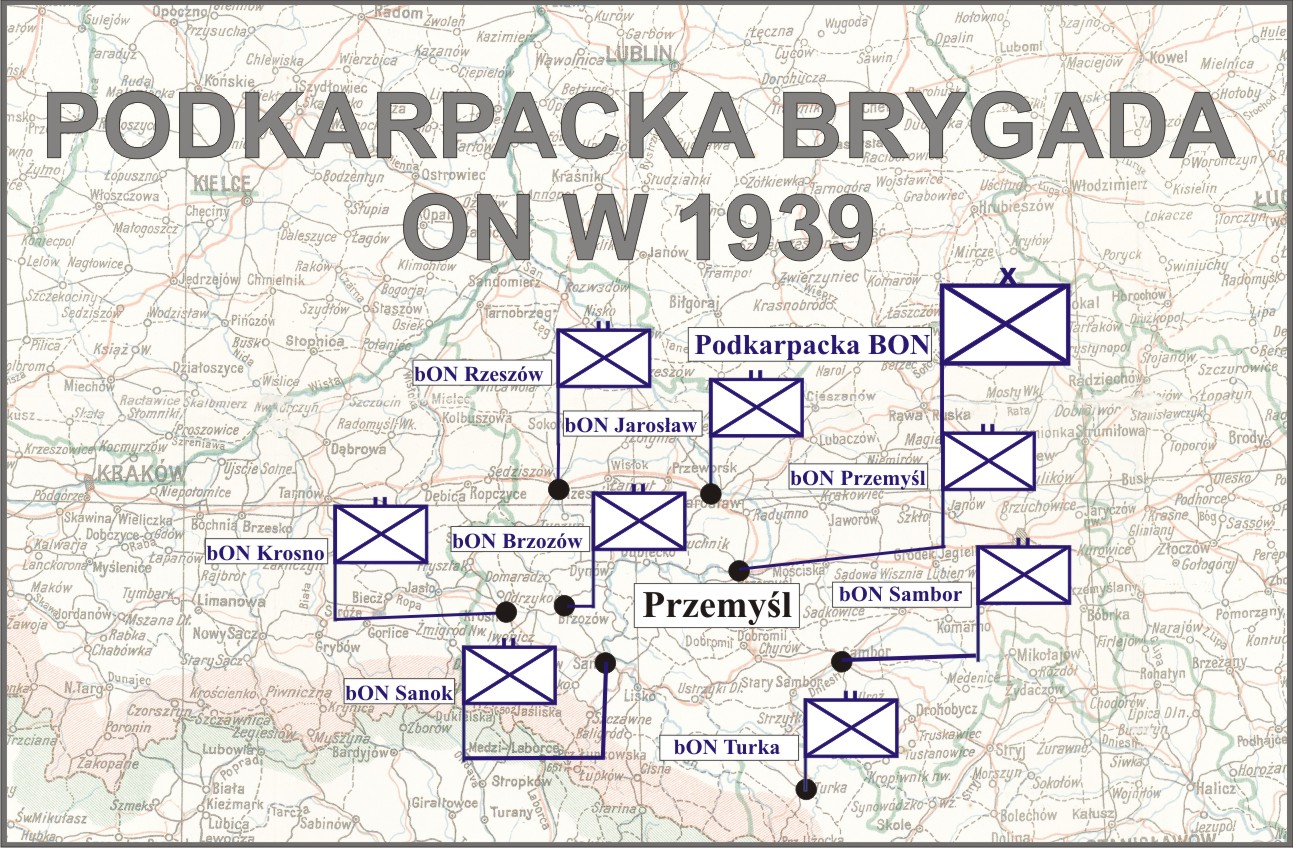
Podkarpacka Brygada ON

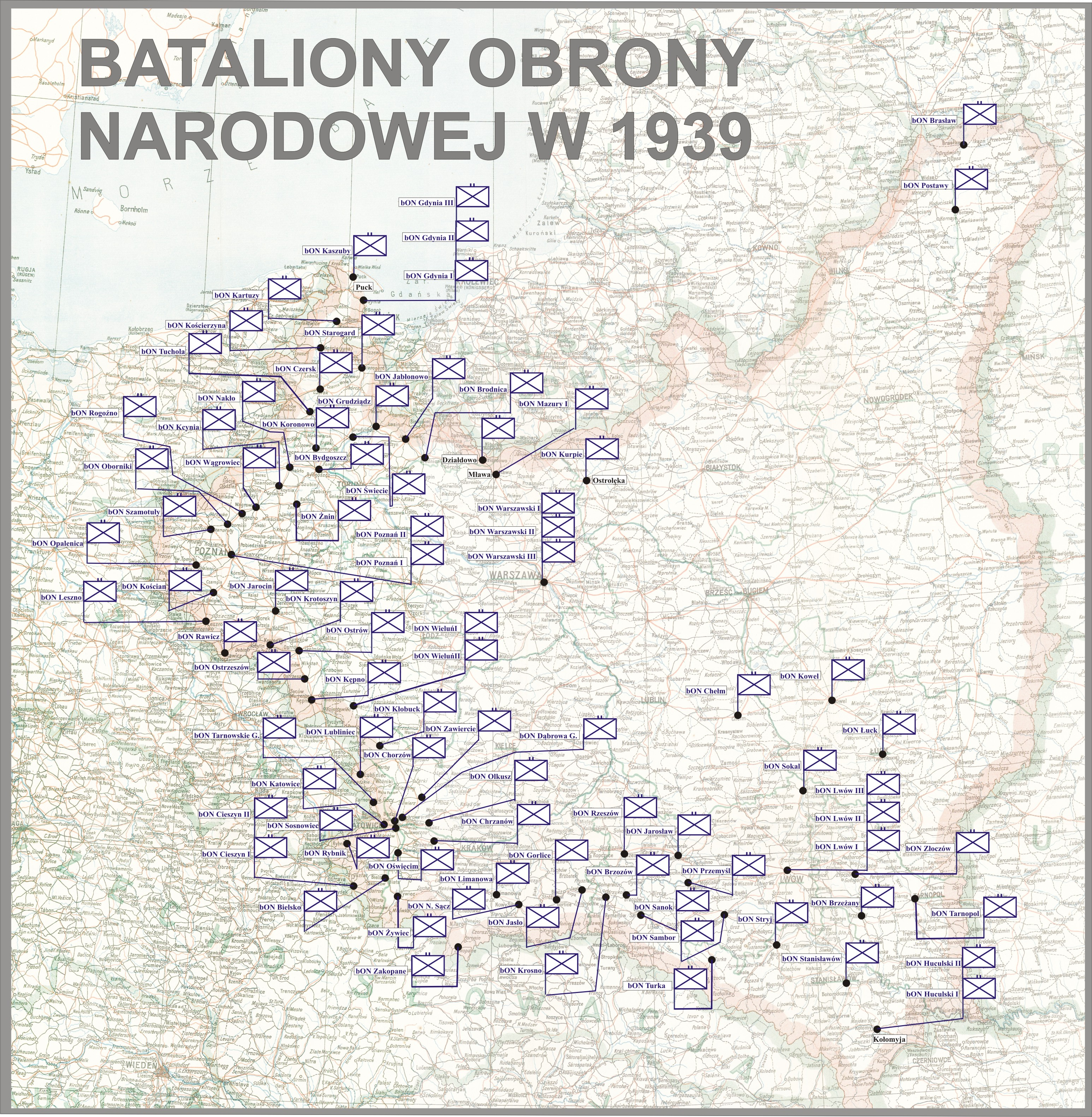
Obrona Narodowa w 1939

Brzozowski Batalion Obrony Narodowej (batalion ON „Brzozów”) – pododdział piechoty Wojska Polskiego II RP.
Batalion został sformowany w maju 1939 roku w składzie Podkarpackiej Brygady ON. Jednostkę zorganizowano w oparciu o nowo utworzony 292 Obwód Przysposobienia Wojskowego, według etatu baonu ON typu IV. Batalion stacjonował na terenie Okręgu Korpusu Nr X: dowództwo i 1 kompania w Brzozowie, 2 kompania w Haczowie, a 3 kompania w Rymanowie.

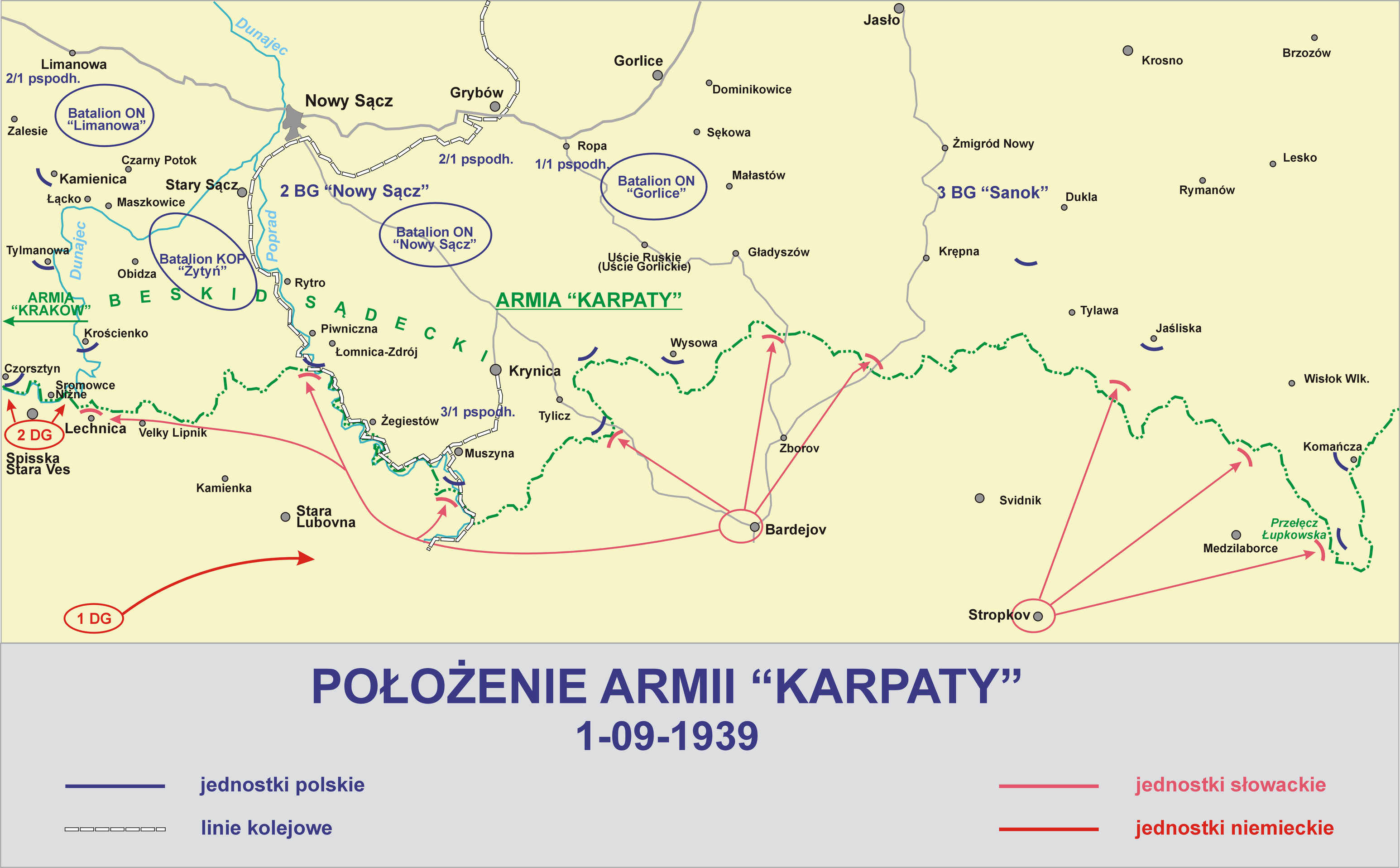

Oddziałem gospodarczym dla Brzozowskiego batalionu ON był 2 pułk strzelców podhalańskich w Sanoku.
Batalion pod względem taktycznym został podporządkowany dowódcy 3 Brygady Górskiej i w jej składzie walczył w kampanii wrześniowej.
9 września 1939 rano Batalion opuścił Wróblik Królewski.

## Organizacja i obsada personalna batalionu
- Dowództwo Brzozowskiego batalionu ON
  - dowódca batalionu – kpt. piech. Jan Kraus[a]
- 1 kompania ON „Brzozów" – ppor. kontr. Władysław Antoni Fludziński
- 2 kompania ON „Haczów" – kpt. Witold Wolfram
- 3 kompania ON „Rymanów” – kpt. Stanisław Godawa